# Richard Bradshaw
Richard Bradshaw   (Rugby, 26 d'abril de 1944 - Toronto, 15 d'agost de 2007) va ser un director d'òpera britànic i director general de la Canadian Opera Company (COC) de Toronto.

## Adolescència i educació
Bradshaw va néixer a Rugby, Warwickshire, Anglaterra. Va créixer a Higham Ferrers a Northamptonshire, on va començar a prendre classes de piano quan tenia vuit anys i va tocar l'orgue a la seva església quan tenia dotze anys. Bradshaw va rebre una llicenciatura en arts amb honors en anglès a la Universitat de Londres el 1965. Va estudiar direcció amb Adrian Boult.

## Carrera
El 1971, Bradshaw va dirigir diversos concerts amb la Royal Liverpool Philharmonic Orchestra. Del 1975 al 1977, Bradshaw va ser el director del cor del Glyndebourne Festival Opera. Del 1977 al 1989, va ser director de cor i director d'orquestra resident a l'Òpera de San Francisco.
El 1988 va ser director convidat de la "Canadian Opera Company" (COC). El 1989 va ser nomenat director titular i cap de música. El 1993 va dirigir la producció de la companyia de "Bluebeard's Castle" de Bartok i "Erwartung" de Schoenberg, que van fer una gira a la "Brooklyn Academy of Music" de Nova York i al "Festival Internacional d'Edimburg".
El 1994 va ser nomenat director artístic i director general el 1998. Al COC va dirigir més de 60 òperes, a més de dirigir l'orquestra en concerts. El 2004 va ser nomenat membre de l'Ordre d'Ontario per haver "portat l'aclamació internacional del COC, inclosa una primera invitació al Festival d'Edimburg, que va obtenir dos prestigiosos premis".
El 2006, Bradshaw va rebre el "National Arts Center Award", un premi complementari del Governor "General's Performing Arts Awards", el màxim honor del Canadà en les arts escèniques. També va ser aquell any que es va inaugurar el "Four Seasons Centre for the Performing Arts". Al setembre d'aquest mateix any, Bradshaw i el COC van obrir la temporada amb tres representacions completes de l'anell de Wagner, convertint-se en el primer director d'orquestra des del mateix Wagner a inaugurar un teatre d'òpera amb un anell complet. Va continuar dirigint l'orquestra COC fins a la seva mort l'any següent.

## Mort i llegat
El 15 d'agost de 2007, als 63 anys, Bradshaw va morir després de caure d'un aparent atac de cor mentre es trobava a l'aeroport internacional de Toronto Pearson. Va deixar una esposa Diana, la filla Jenny i el fill James.
La beca Richard Bradshaw a l'Òpera de la Universitat de Toronto es va fundar en el seu nom i l'amfiteatre Richard Bradshaw de Toronto va ser nomenat per a ell. El 2008 es va lliurar un premi en el seu concurs internacional d'orgue canadenc a Montreal.